# Grande Femme II
Grande Femme II est une œuvre du sculpteur suisse Alberto Giacometti située à Paris, en France. Créée entre 1959 et 1960 et installée en 2000 dans les jardins des Tuileries, il s'agit d'une sculpture en bronze.

## Description
L'œuvre prend la forme d'une sculpture de bronze d'une figure féminine nue et filiforme.

## Localisation
L'œuvre est installée au centre d'un parterre des jardins des Tuileries.

## Historique
Grande Femme II date des années 1959-1960
L'œuvre est installée dans les jardins des Tuileries en 2000, en même temps qu'une douzaine d'autres œuvres d'art contemporain ; elle remplace une œuvre de Jules Desbois, L'Hiver.

## Artiste
Alberto Giacometti (1901-1966) est un peintre et sculpteur suisse.